# Vittorio Craxi

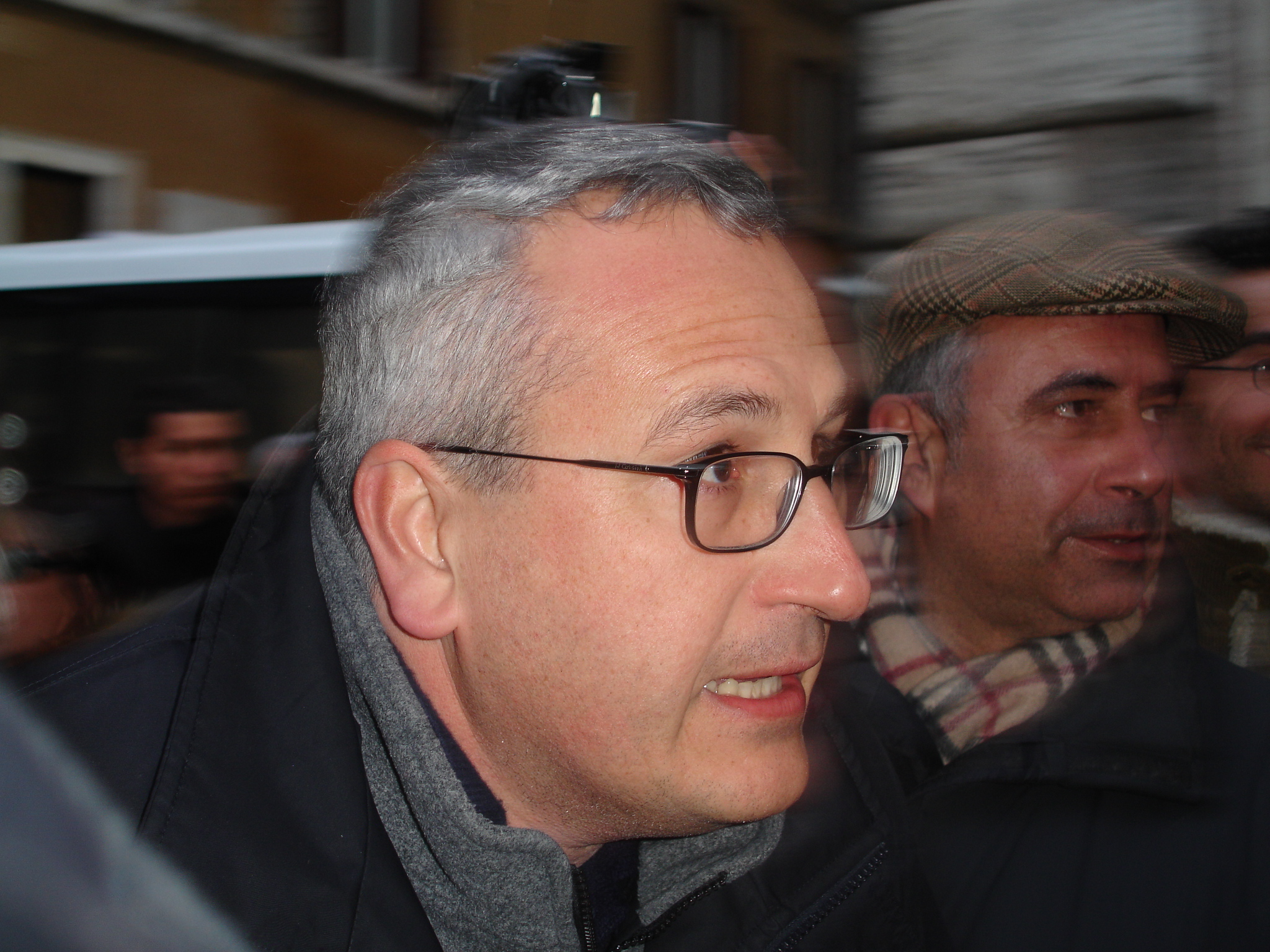

Vittorio "Bobo" Craxi (Milaan, 6 juni 1964), is een Italiaans politicus. Hij is de zoon van Bettino Craxi, premier van Italië van 1983 tot 1987 en leider van de Socialistische Partij van Italië.
Voorheen was Craxi een prominent lid van de Nuovo PSI, een sociaaldemocratische partij die deel uitmaakte van Berlusconi's Huis van de Vrijheden, en hij werd in 2001 voor het kiesdistrict Trapani in de Kamer van Afgevaardigden gekozen.
In januari 2006 verliet hij met zijn aanhangers de Nuovo PSI toen een rechter oordeelde dat hij in oktober 2005, tijdens het tumultueuze partijcongres in Rome, niet rechtmatig tot voorzitter van de partij was gekozen. Craxi richtte op 7 februari een nieuwe partij op, I Socialisti.